# Quercus tuitensis
Quercus tuitensis là một loài thực vật có hoa trong họ Cử. Loài này được L.M.González mô tả khoa học đầu tiên năm 2003.